# Hendrina Duim
Hendrina van der Sluys-Duim (geboren um 1707, vermutlich in Amsterdam; gestorben 19. Februar 1730 in Amsterdam) war eine niederländische Schauspielerin und Tänzerin.

## Leben
Hendrina Duim wurde um 1707 vermutlich in Amsterdam geboren. Sie war die Tochter des Bildhauers und Schauspielers Izaäk Duim dem Älteren (ca. 1671–1747) und Elisabeth Hendrie (1673–vor 1722). Ihre Eltern hatten vor ihrer Geburt mit einigen Problemen zu kämpfen. Aus unbekannten Gründen war ihre Mutter 1699 in Konflikt mit der Stadtregierung geraten und aus Amsterdam verbannt worden. Izaäk Duim, von Beruf Bildhauer, schloss sich in den folgenden Jahren wegen des Exils seiner Frau verschiedenen Wandertheatergruppen an. Etwa fünf Jahre nach Hendrina folgte eine weitere Tochter, Maria.
Ihr Debüt an der Stadsschouwburg Amsterdam hatte Hendrina Duim 1721, im Alter von 14 Jahren. Ihr Vater wurde dort zwei Jahre später unter Vertrag genommen. Nachdem seine Frau verstorben war, heiratete er 1722 die Schauspielerin Maria Junius. Im Theater lernte Hendrina den Tanzmeister Jan van der Sluys (1700–1764) kennen, der seine Ausbildung in Paris erhalten hatte. Sie heirateten am 1. Juli 1725 in Sloten. Laut Dudok van Heel weigerte sich Jans Vater Lambertus, der Gastwirt des Theaters, der Heirat seines Sohnes zuzustimmen, weil die Braut zahlungsunfähig war. Sie hatten zwischen 1725 und 1730 vier Kinder, Alida (1726), Lambertus (1727), Hendrina Maria (1728), die im selben Jahr starb und Maria (1730). Hendrina arbeitete nach der Heirat zumeist als Tänzerin.
Sie spielte 1727 spielte die Rolle der Badeloch in Gijsbrecht van Aemstels „Vondels“. Zusammen mit ihrem Cousin Izaäk Duim der Jüngere trat sie auch in „Kloris und Roosje“ auf. Etwa zu dieser Zeit schrieb ein gewisser P.S. über sie: „Sehen Sie, wie kunstvoll sie tanzen kann/ Sie singt auch eine komplette Arie/ Und spielt wunderbar die Margareet“. Letzteres war eine Rolle in einem namenlosen Stück.
Kurz nach der Geburt ihres vierten Kindes starb Hendrina Duim am 19. Februar 1730. Am 23. Februar wurde sie in der Kerkstraat in der Westerkerk beigesetzt. Ihr Mann, der drei Kinder im Alter zwischen null und vier Jahren hatte, heiratete weniger als zwei Monate später erneut. Nachdem er 1743 wegen Beteiligung an einem Mordfall für immer aus Amsterdam verbannt worden war, wurde die vorläufige Vormundschaft für die drei Kinder von Hendrina Duim und Jan van der Sluys dem Ehemann ihrer Schwester Maria übertragen. Das jüngste der Van-der-Sluys-Kinder, Maria, hatte eine lange Karriere auf der Bühne.